# Joseph Anton Koch
Joseph Anton Koch (ur. 27 lipca 1768 w Obergiebeln, zm. 12 stycznia 1839 w Rzymie) – niemiecki malarz.
Pochowany na zabytkowym Campo Santo Teutonico w Rzymie.
Jego wnukiem był architekt Gaetano Koch.

## Galeria

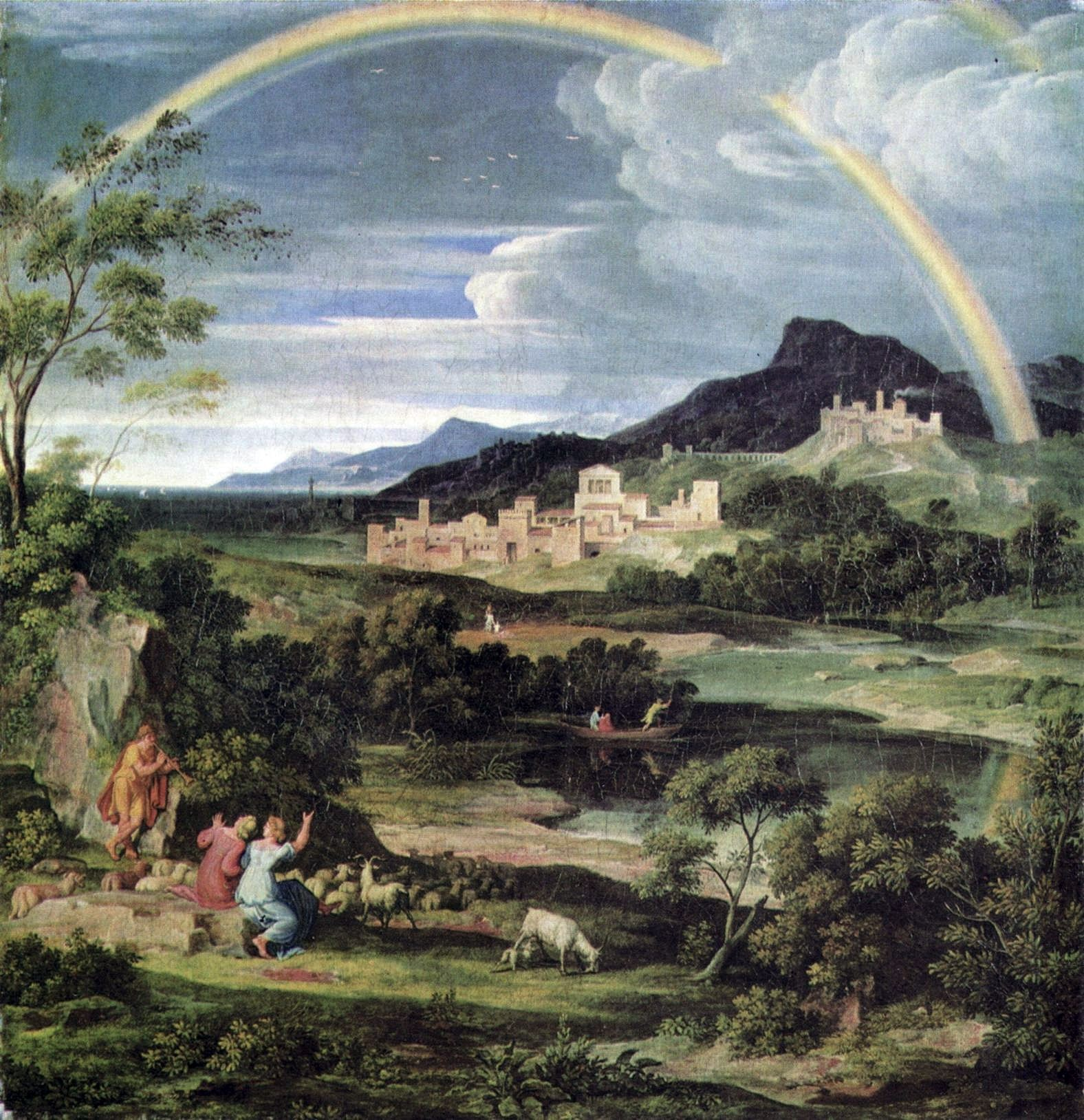
Krajobraz z tęczą, 1805, Staatliche Kunsthalle Karlsruhe
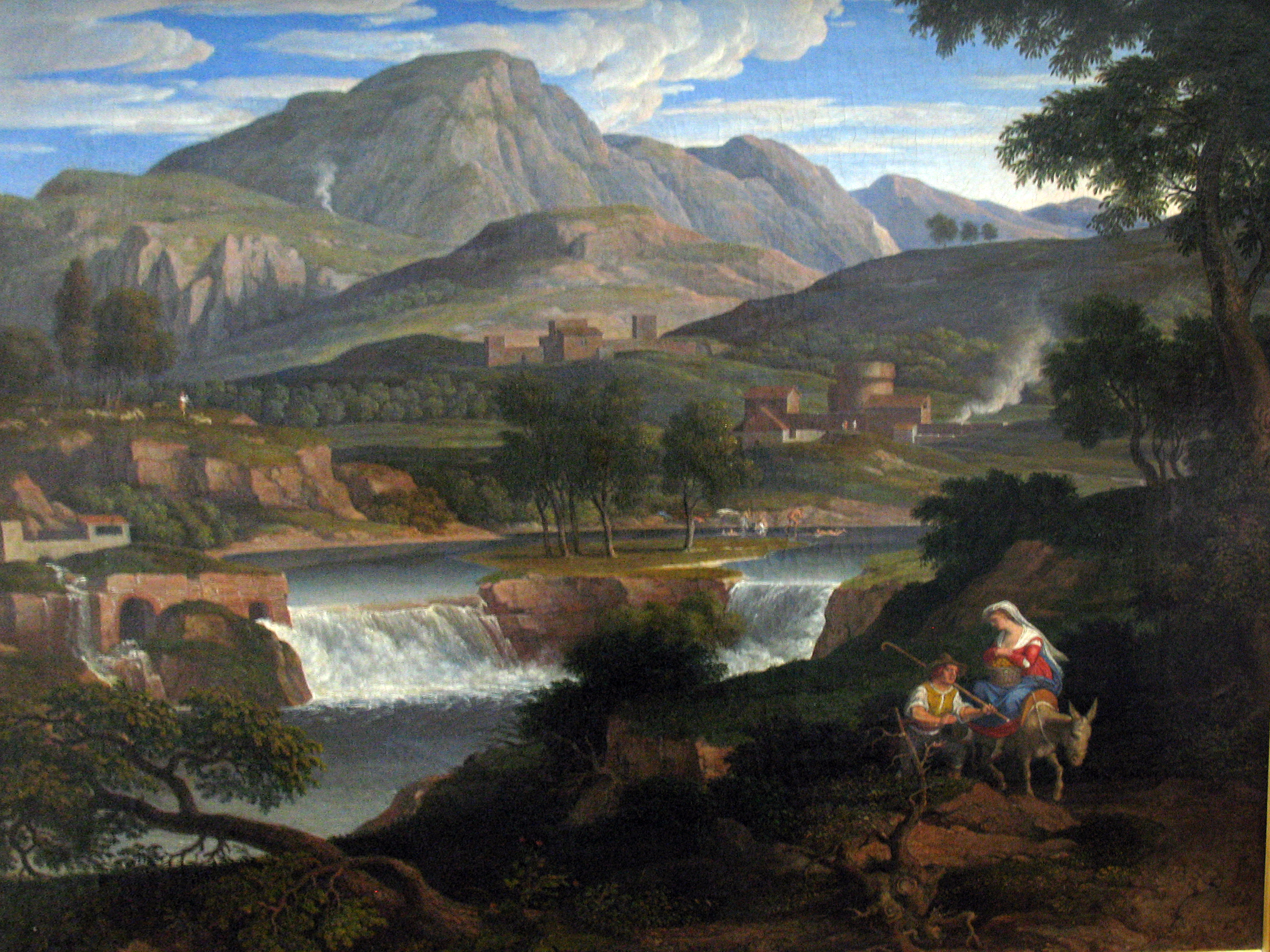
Wodospad niedaleko Subiaco, 1813, Stara Galeria Narodowa w Berlinie
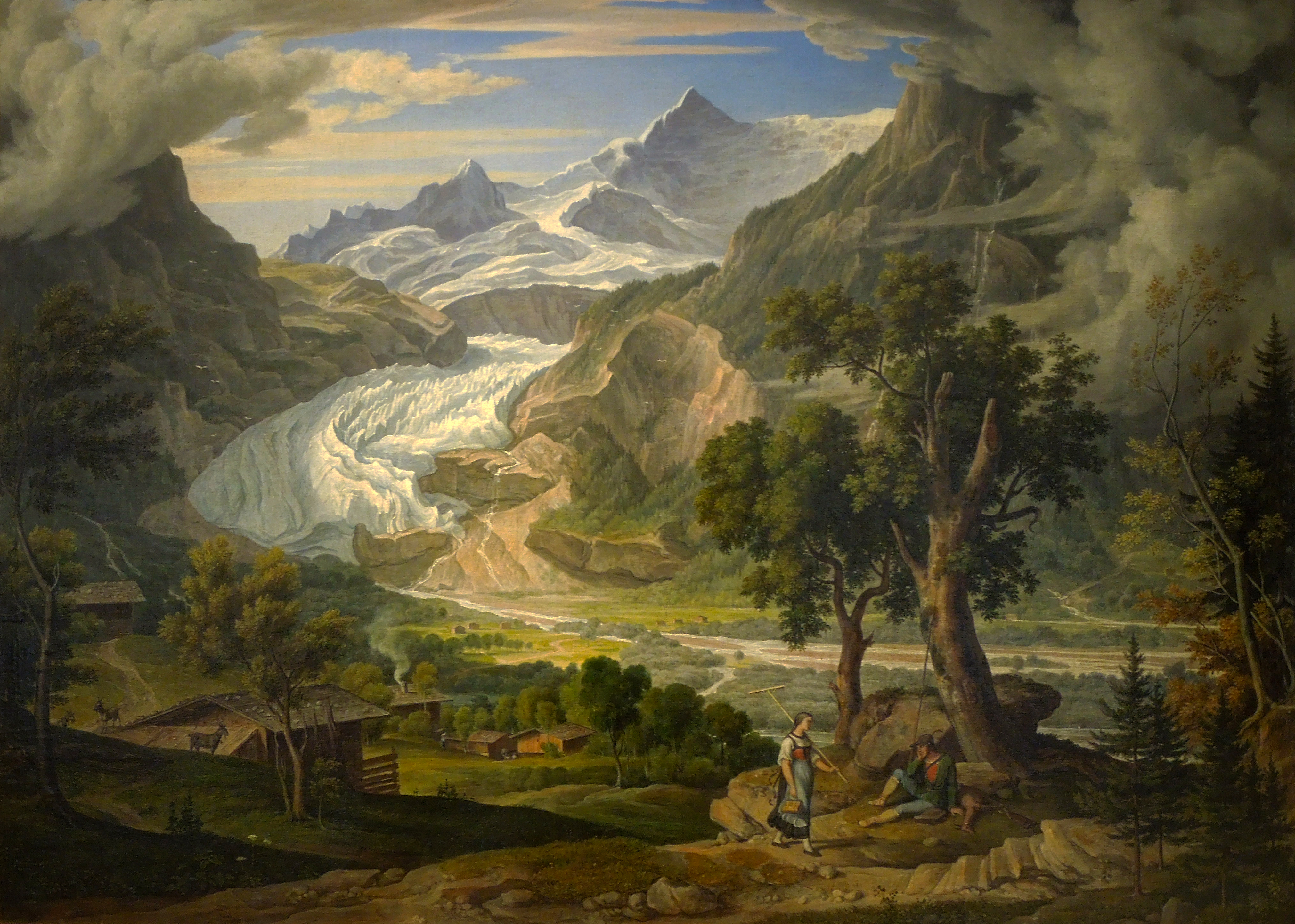
Lodowiec Grindelwald w Alpach, 1823, Muzeum Narodowe we Wrocławiu